# Heinrich Bongartz
Heinrich Bongartz (31 de Janeiro de 1892 – 23 de Janeiro de 1946) foi um piloto alemão durante a Primeira Guerra Mundial. Abateu 33 aeronaves inimigas, o que fez dele um ás da aviação. Fez parte da Jasta 36, onde desempenhou funções como comandante da esquadra. Durante a Segunda Guerra Mundial, foi comandante de unidades de caças noturnos.